# Algophagus
Algophagus (лат.) — род клещей семейства Algophagidae (Hemisarcoptoidea) из отряда Astigmata. 6 видов, из них 5 отмечены на островах Антарктики и один в США.

## Описание
Мелкие клещи, длина самок менее 1 мм. Тело гладкое, нет перетяжки между проподо- и гистеросомой. Все ноги с пулвиллами с крупным коготком. Генитальные присоски и щетинки развиты. Между ногами I и II имеют склеротизированную мелкопунктированную полосу, напоминающей воздушную камеру. Виды Algophagus в целом ограничены субантарктическими островами. Они обитают от прибрежных солоноватых водоемов до почв, покрытых злаковой травой (Tussock grass), где питаются преимущественно водорослями (Goddard 1982; Marshall, OConnor & Pugh, 2003).

## Систематика
6 видов. Таксон был выделен в 1955 году первоначально в составе Hyadesiidae, а позднее (Fain, 1981) в отдельном семействе Algophagidae.
- Algophagus antarcticus Hughes, 1955 — Остров Херд, остров Кергелен[1]
- Algophagus brachytarsus OConnor & Pugh, 2003 — Острова Принца Эдуарда[4]
- Algophagus laticollaris Fain, 1974 — остров Кергелен[7]
- Algophagus macrolithus OConnor & Pugh, 2003 — Острова Принца Эдуарда[4]
- Algophagus pennsylvanicus Fashing & Wiseman, 1980 — США (Cook Forest State Park, Forest County, Пенсильвания)[8]
- Algophagus semicollaris Fain, 1974 — остров Кергелен[7]

## Распространение
Встречаются на островах Антарктики и в США.